# Woiwodschap Sieradz
Het woiwodschap Sieradz (Pools: Województwo sieradzkie) was vanaf de 1339 tot de Tweede Poolse Deling van 1793 een woiwodschap van Polen. Daarna werd het gebied onderdeel van Zuid-Pruisen. Tussen 1807 en 1815 maakte het deel uit van het Hertogdom Warschau, maar werd na het Congres van Wenen, Congres-Polen en na de Novemberopstand in 1831, rechtstreeks bestuurd door het Keizerrijk Rusland waarmee het sinds 1815 in personele unie mee verbonden was.
Het omvatte het gebied rondom de Poolse stad Sieradz, lag in de historische regio Groot-Polen  Tegenwoordig zijn delen van het historisch woiwodschap verdeeld over de woiwodschappen: Łódź (waarin de hoofdstad Sieradz ook gelegen is) en het Woiwodschap Groot-Polen
Het historische Woiwodschap Sieradz bestond uit vijf gebieden rondom de steden: Sieradz, Piotrków Trybunalski , Radomsko , Szadek en Wieluń, dit laatste gebied stond bekend onder de naam het Land van Wieluń (Pools: Ziemia Wieluńska).
In de stad Piotrków Trybunalski (waarnaar natuurlijk de toevoeging Trybunalski verwijst) binnen dit woivodschap was ook een van de twee kroontribunalen van het Koninkrijk Polen te vinden, in dit geval het provinciale kroontribunaal van Groot-Polen. Dit kroontribunaal bestond tussen 1578 en 1764, daarna verplaatste het naar Poznań, hoofdstad van het gelijknamige woiwodschap waar het tot de Tweede Poolse Deling bestond in 1793 en werd opgedoekt door de nieuwe machthebber het Koninkrijk Pruisen.